# Contea di Lamar (Georgia)
La contea di Lamar (in inglese Lamar County) è una contea dello Stato della Georgia, negli Stati Uniti. La popolazione al censimento del 2000 era di 15 912 abitanti. Il capoluogo di contea è Barnesville.